# Mundur salonowy wz. 1919
Mundur salonowy wz. 1919 – odmiana munduru polowego Wojska Polskiego II RP.
Przepis Ubioru Polowego Wojsk Polskich z roku 1919 ustalał że: „aż do czasu wprowadzenia ubioru wielkiego (służbowego), względnie paradnego, ubiór polowy może być stosowany jako ubiór bojowy, garnizonowy, służbowy, salonowy i codzienny”.

## Zastosowanie
Ubiór salonowy stosowano:
- przy składaniu wizyt; na obiadach i wieczorach proszonych[a]
- na balach i rautach[b].
- gdy formy towarzyskie tego wymagały

We wszystkich przypadkach mógł być zastąpiony przez ubiór służbowy.

## Elementy umundurowania
Oficerowie:
- kurtka
- sznury naramienne – generałowie i oficerowie  sztabu generalnego, adiutanci wszelkich dowództw i żandarmeria.
- spodnie długie ze strzemiączkami
- trzewiki sznurowane lub gładkie
- ostrogi przybijane - komu się natężały
- rapcie – pod mundurem
- szabla[c].
- czapka
- rękawiczki skórzane brązowe; przy tańcach dozwolone białe

Szeregowi tej formy ubioru nie używali.